# Črečan (Szentivánzelina)
 Črečan  falu Horvátországban Zágráb megyében. Közigazgatásilag Szentivánzelinához tartozik.

## Fekvése
Zágrábtól 28 km-re, községközpontjától  3 km-re északkeletre a megye északkeleti részén az A4-es autópálya közelében fekszik.

## Története
A települést 1375-ben "Chorchan" alakban még birtokként említik először. Neve feltehetően a mocsaras talajt jelentő szláv "čret" zóból származik. 1423-ban nemesi névben szerepel, 1482-ben nemesi névben és birtoknévként is említik. 1600-ban szintén egy itteni birtokot említenek. 
1857-ben 111, 1910-ben 183 lakosa volt. Trianonig Zágráb vármegye Szentivánzelinai járásához tartozott.
2001-ben 198 lakosa volt.

## Külső hivatkozások
- Szentivánzelina község hivatalos oldala
- Ivan Kalinski: Ojkonimija zelinskoga kraja. Zagreb. 1985.